# Красный Курган (Карачаево-Черкесия)
Кра́сный Курга́н — село в Малокарачаевском районе Карачаево-Черкесской Республики России. Административный центр муниципального образования Краснокурганское сельское поселение.

## География
Село расположено в восточной части республики, в северно-восточной части района, к югу от Боргустанского хребта, в долине реки Подкумок. Находится в 6 км к востоку от районного центра — Учкекен и в 80 км (по дороге) к юго-востоку от города Черкесск.

## История
Село Красный Курган (первоначально Красивый Курган) на нынешнем своем месте расположения возник в 1930 году как центральная усадьба созданного 20.10.1930 года Решением РККА военного конного завода имени С. М. Буденного на базе созданного на пересечении Орехового ущелья (ныне Аликовновское) и Конхуторская балки (ранее Элькушская) конного питомника из реквизированного у раскулаченных карачаевцев поголовья карачаевских лошадей.   
Согласно Закону Карачаево-Черкесской Республики от 6 марта 2006 года № 13-РЗ Красный Курган избран административным центром образованного муниципального образования Краснокурганское сельское поселение.

## Население
| 2002 | 2010  | 2021  |
| ---- | ----- | ----- |
| 3229 | ↗3761 | ↗4029 |

## Инфраструктура
Кроме объектов социальной инфраструктуры, в селе имеются: футбольное поле, детская площадка, парковая зона, реконструированное здание Дома культуры, Мемориал участникам Великой Отечественной войны.
Образование
МКОУ «СОШ № 10 им генерала С. К. Магометова»; МКДОУ «Ручеек» с. Красный Курган; «Детская школа искусств № 2 с. Красный Курган».
Здравоохранение
поликлиника, «Краснокурганская участковая больница имени заслуженного врача РСФСР Х. Ш. Байчорова».